# 矢作川

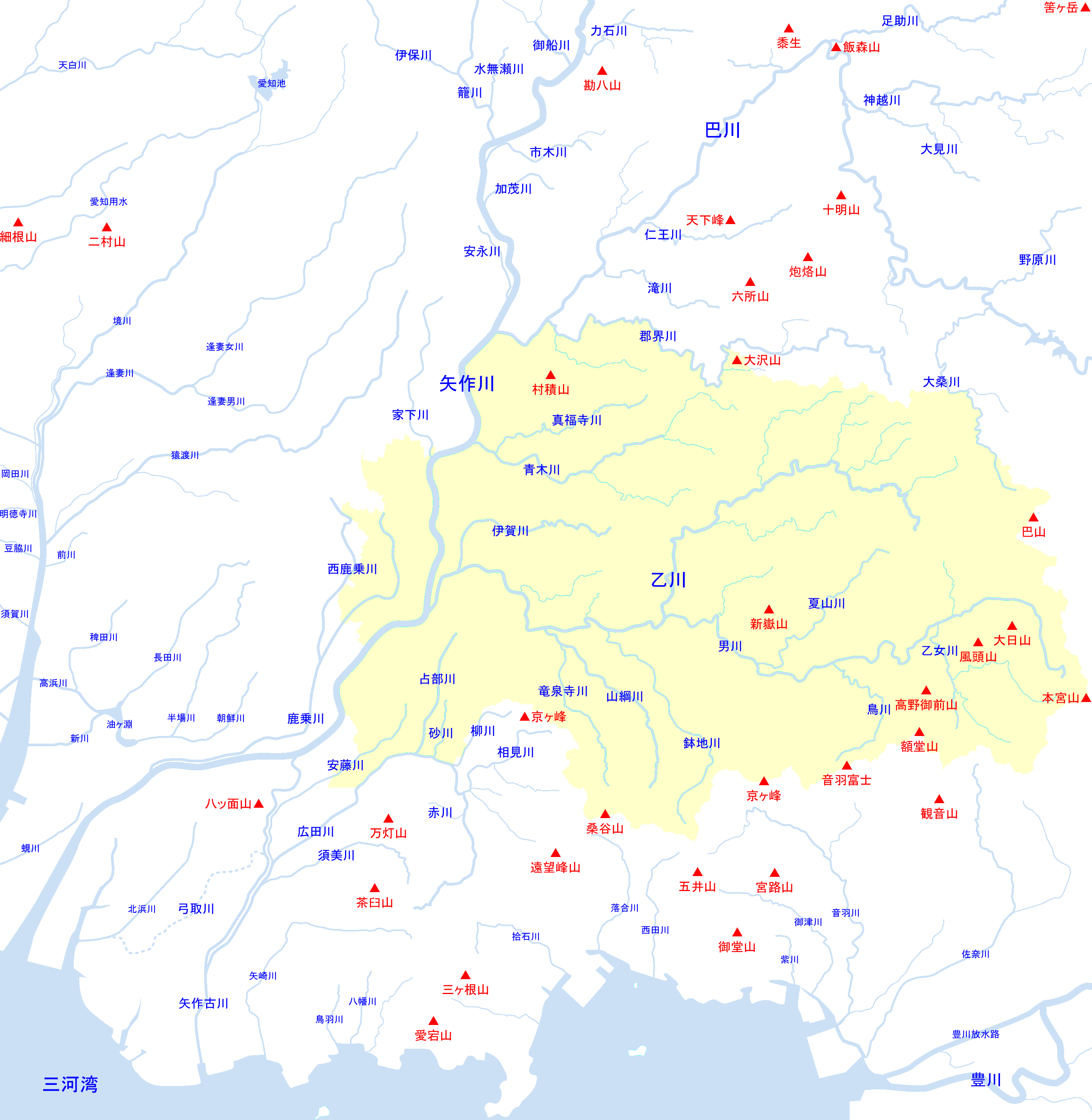
岡崎市周辺の地理

矢作川または矢矧川（やはぎがわ）は、長野県・岐阜県・愛知県を流れて三河湾に注ぐ河川。一級水系矢作川の本川。最上流部は「根羽川」とも呼ばれる。
矢作の名は、矢作橋の周辺にあった矢を作る部民のいた集落に由来している。矢に羽根を付けることを「矧（は）ぐ」と言ったことから「矢矧（やはぎ）」となり、後に矢作へ書き換えられた。伝承によれば、日本武尊が東夷征伐の際、川の中州にあった竹で矢を作り勝利したことから「矢作川」と呼ばれるようになったとされる（矢作神社も参照のこと）。
小惑星「(4941) Yahagi」は矢作川に因んで命名された。

## 地理
矢作川本川の源流は長野県下伊那郡根羽村と愛知県境付近の茶臼山北麓から流れる「小戸名川」であるが、水系全体の源流は支川・上村川上流の下伊那郡阿智村と平谷村の境にある大川入山西麓から流れる「柳川」であり、矢作川関連の資料では大川入山を源流としているものが多い。大川入山付近を境として北西側は木曽川水系、東側は天竜川水系へと分かれる。
幹線流路延長は117km、流域面積は1,830km2で、3県にまたがる8市4町2村に及ぶ。流域の平均年間降水量は山間部で約1,600から2,400mm、平野部で約1,400mm。地質は中生代（白亜紀）から新生代にかけて生成された花崗岩が広く分布しており、地表の風化した脆い花崗岩層が流出する典型的な砂河川となっている。
源流から奥矢作湖（矢作ダム）までの上流部では、愛知県豊田市と岐阜県恵那市の境付近の山岳地帯をおおむね西に流れ、上村川・名倉川・段戸川などと合流する。矢作ダムを過ぎると南西に流れを変え、勘八峡を過ぎると挙母盆地（豊田盆地）へと出る。明治用水頭首工を過ぎ最大支流の巴川が合流すると平野部に出るが、左右を洪積台地で挟まれた狭長な沖積平野が形成される程度であり広い扇状地はみられない。これには上流部の山地が脆い花崗岩質であるため砂は多いものの扇状地形成に影響する礫の流出は多くなく、少ないながらも流出した礫も挙母盆地で堆積して平野部までほとんど届かないことが要因として考えられる。
平野部では蛇行して流れるが、両岸にはかつて矢作川が乱流した当時の河道跡や自然堤防がみられる。岡崎市中心部で乙川が合流するとやや南西に流れを変え、矢作古川が分流すると西側の台地を横切るがこの区間は人工的に開削された河道であり、旧矢作川本流は矢作古川へと流れていた。台地を抜けると西尾市で三河湾へと注ぐまでが三角州地帯に相当するが、人工的に開削された矢作川本川の河口部には油ヶ淵付近を除いてほとんど三角州が形成されておらず、大部分は砂州や干拓地が広がっている。一方で旧本流である矢作古川や旧弓取川（後述）沿いには、河口部に広い三角州の形成がみられる。

## 歴史

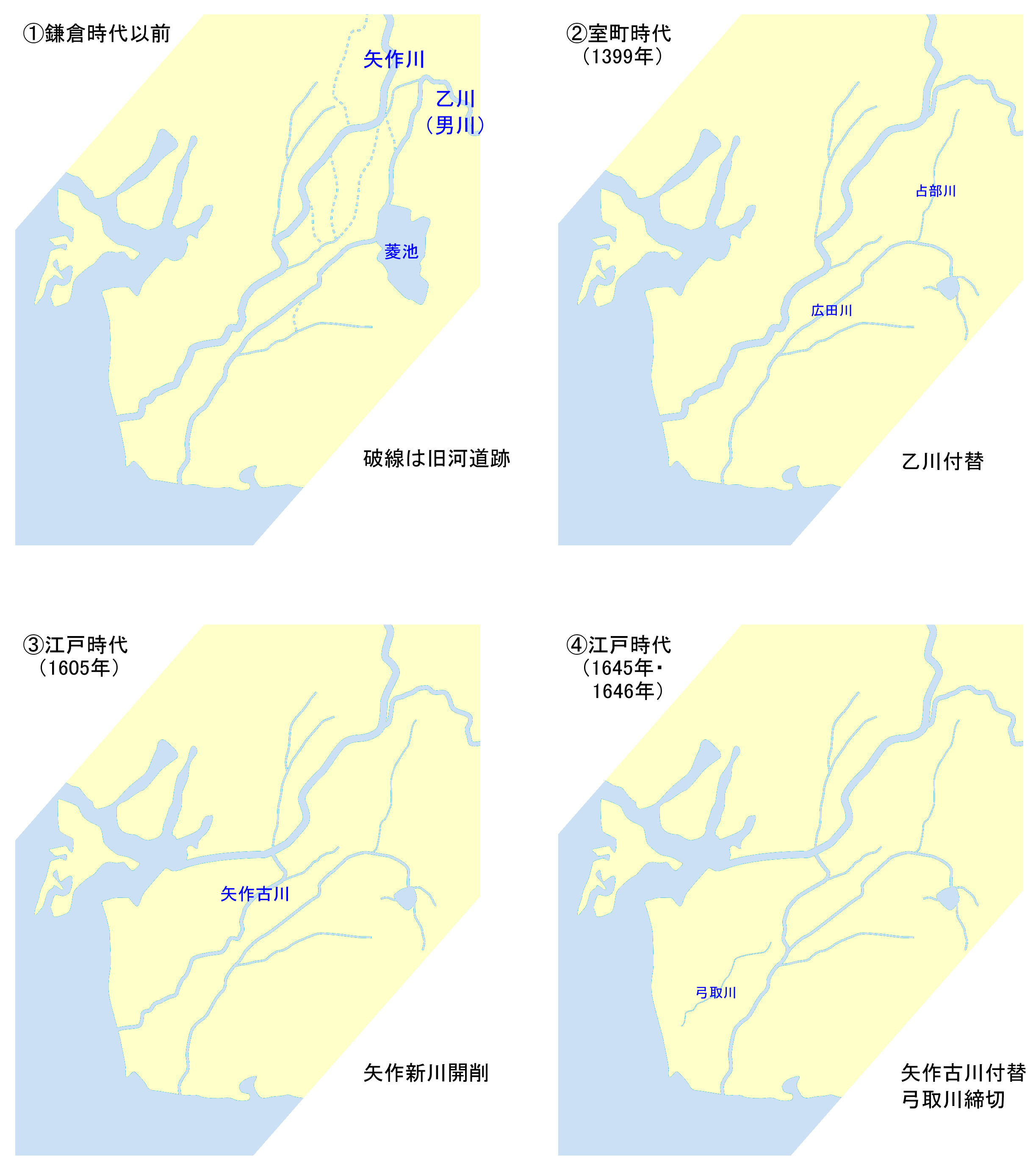
矢作川下流支派川の河川改修の歴史

矢作川および矢作川水系の下流域では、中世以降に数度の河川改修が行われている。記録にある最初の工事は1399年（応永6年）の支川・乙川に築かれた「六名堤（むつなつつみ）」であり、岡崎城築城（1452年～1455年）にあわせて堤防が築かれおおよその流れが固定されたとされる。この地域で比較的早くから大規模な河川改修が行われた背景として、三河国が室町幕府を開いた足利氏の第2の拠点であったことに加え、下流域が吉良氏など足利一門の所領であったために幕府としての工事が行いやすかった可能性が考えられる。

### 矢作川・矢作古川・弓取川
巴川合流点以下は矢作川の下流平野部にあたり、矢作川の両岸にはかつて乱流した矢作川による河道跡や自然堤防跡がみられる。矢作川本流はかつて広田川筋や鹿乗川筋を流れたと考えられるが、おおよそ現在の位置に移った後に前述のように築堤されたことで流路が固定されていたが、現在の矢作古川分岐点以下は江戸時代の1605年（慶長10年）に徳川家康の命を受けて水害対策を目的に開削された新川である。
新川開削以前の矢作川本流は矢作古川筋であったが、これも一部人工的に変更された流路である。矢作古川には支川の広田川が合流しているが、広田川が矢作古川に接近する地点以下の河道は元々広田川の河道であり、矢作古川本川はこの付近から西へと流れる後に「弓取川」と呼ばれる流路を流れていた。矢作古川と広田川は隣接して流れており、1645年（正保2年）に矢作古川は広田川筋へと付け替えられ、翌1646年（正保3年）に弓取川筋への分派口が締め切られたことで現在の形状となった。弓取川は締め切り後も下流域の新田に用水を供給するために残されるが、この用水を取水した川を意味する「井水取川」が「弓取川」の名称の由来であるとされる。
なお、矢作古川分岐点の形状も新川開削当時とはことなっており、かつての分岐部は現在よりもやや東側であり、安藤川の一部は当時の河道に相当する。

### 矢作川左岸
六名堤が築かれる以前の乙川の本流は、かつて矢作川氾濫の河道跡を通るように現在の岡崎市久後崎町付近から南に流れて占部川・広田川筋で三河湾へと流れていたが、室町時代に矢作川に合流するように付け替えられた。この河道変更には乙川跡を水田として開発すること、矢作川を利用した水運の向上に加えて、後に岡崎城が築かれる台地を要害とする目的があったと考えられる。
現在岡崎市上里付近で矢作川に合流する青木川は、江戸時代以前は現在の岡崎市百々町付近から南に流れ、伊賀川などと合流した後に乙川へと合流していた。青木川は正保年間（1644 - 1648年）に直接矢作川に合流するように付け替えられ、伊賀川は1912年（大正元年）の耕地整理で乙川合流部付近がやや東側に付け替えられた。
また、河口に近い須美川では広田川などの氾濫が左岸側（現在の西尾市吉良町）に流入していたが、1686年（貞享3年）に吉良義央によって左岸側に「黄金堤」が築かれた。

### 矢作川右岸
矢作川の新川開削から時代を経ると、河床上昇により右岸支川の鹿乗川では排水不良となった。この問題の解決のために、1686年（天保6年）から1687年（天保7年）にかけて合流点が2.5kmほど下流側に付け替えられた。また、1933年（昭和8年）には矢作川と鹿乗川の間に背割堤が築かれた。

## 主な支流
一級河川のみを下流側から順に記載する。
| 河川                  | よみ                    | 次数    | 管理者                              | 主な経過地                     | 河川延長 （km） | 備考 |
| --------------------- | ----------------------- | ------- | ----------------------------------- | ------------------------------ | --------------- | ---- |
| 矢作川                | やはぎがわ              | 本川    | 中部地方整備局 岐阜県 長野県 愛知県 | #流域の自治体を参照            | 117             |      |
| 鹿乗川                | かのりがわ              | 1次支川 | 愛知県                              | 岡崎市、安城市、西尾市、碧南市 | 16.0            |      |
| 西鹿乗川              | にしかのりがわ          | 2次支川 | 愛知県                              | 安城市                         | 7.4             |      |
| 矢作古川              | やはぎふるかわ          | 1次支川 | 愛知県                              | 西尾市                         | 14.276          |      |
| 広田川                | こうだがわ              | 2次支川 | 愛知県                              | 西尾市、岡崎市、幸田町         | 19.4            |      |
| 須美川                | すみがわ                | 3次支川 | 愛知県                              | 西尾市、幸田町                 |                 |      |
| 安藤川                | あんどうがわ            | 3次支川 | 愛知県                              | 西尾市、岡崎市                 |                 |      |
| 占部川                | うらべがわ              | 3次支川 | 愛知県                              | 岡崎市                         |                 |      |
| 砂川                  | すながわ                | 3次支川 | 愛知県                              | 岡崎市                         |                 |      |
| 柳川                  | やながわ                | 3次支川 | 愛知県                              | 岡崎市、幸田町                 |                 |      |
| 相見川                | あいみがわ              | 3次支川 | 愛知県                              | 幸田町                         |                 |      |
| 尾浜川                | おはまがわ              | 4次支川 | 愛知県                              | 幸田町                         |                 |      |
| 赤川                  | あかがわ                | 3次支川 | 愛知県                              | 幸田町                         |                 |      |
| 乙川                  | おとがわ                | 1次支川 | 愛知県                              | 岡崎市                         | 34              |      |
| 伊賀川                | いががわ                | 2次支川 | 愛知県                              | 岡崎市                         |                 |      |
| 山綱川                | やまつながわ            | 2次支川 | 愛知県                              | 岡崎市                         |                 |      |
| 竜泉寺川              | りゅうせんじがわ        | 3次支川 | 愛知県                              | 岡崎市                         |                 |      |
| 鉢地川                | はつちがわ              | 2次支川 | 愛知県                              | 岡崎市                         |                 |      |
| 男川                  | おとこがわ （おとがわ） | 2次支川 | 愛知県                              | 岡崎市                         | 23.3            |      |
| 夏山川                | なつやまがわ            | 3次支川 | 愛知県                              | 岡崎市                         |                 |      |
| 鳥川                  | とりかわ                | 3次支川 | 愛知県                              | 岡崎市                         |                 |      |
| 乙女川                | おとめがわ              | 3次支川 | 愛知県                              | 岡崎市                         |                 |      |
| 家下川                | やしたがわ              | 1次支川 | 愛知県                              | 岡崎市、豊田市                 |                 |      |
| 青木川                | あおきがわ              | 1次支川 | 愛知県                              | 岡崎市                         |                 |      |
| 真福寺川              | しんぶくじがわ          | 2次支川 | 愛知県                              | 岡崎市                         |                 |      |
| 巴川                  | ともえがわ              | 1次支川 | 愛知県                              | 新城市、岡崎市、豊田市         | 56.4            |      |
| 郡界川                | ぐんかいがわ            | 2次支川 | 愛知県                              | 岡崎市、豊田市                 | 23.7            |      |
| 滝川                  | たきがわ                | 2次支川 | 愛知県                              | 豊田市                         | 5.2             |      |
| 仁王川                | におうがわ              | 2次支川 | 愛知県                              | 豊田市                         | 6.5             |      |
| 足助川                | あすけがわ              | 2次支川 | 愛知県                              | 豊田市                         | 11.3            |      |
| 神越川                | かみこしがわ            | 2次支川 | 愛知県                              | 豊田市                         | 8.5             |      |
| 大見川                | おおみがわ              | 3次支川 | 愛知県                              | 豊田市                         | 5.6             |      |
| 野原川                | のはらがわ              | 2次支川 | 愛知県                              | 豊田市                         | 5.6             |      |
| 大桑川                | おおくわがわ            | 2次支川 | 愛知県                              | 豊田市                         | 4.9             |      |
| 菅沼川                | すがぬまがわ            | 2次支川 | 愛知県                              | 新城市                         | 2.8             |      |
| 黒瀬川                | くろせがわ              | 2次支川 | 愛知県                              | 新城市                         | 3.4             |      |
| 中川                  | なかがわ                | 2次支川 | 愛知県                              | 新城市                         | 4.0             |      |
| 安永川                | あんえいがわ            | 1次支川 | 愛知県                              | 豊田市                         |                 |      |
| 加茂川                | かもがわ                | 1次支川 | 愛知県                              | 豊田市                         |                 |      |
| 市木川                | いちぎがわ              | 1次支川 | 愛知県                              | 豊田市                         | 4.884           |      |
| 籠川                  | かごがわ                | 1次支川 | 愛知県                              | 豊田市                         |                 |      |
| 水無瀬川              | みずなせがわ            | 2次支川 | 愛知県                              | 豊田市                         |                 |      |
| 伊保川                | いぼがわ                | 2次支川 | 愛知県                              | 豊田市                         | 豊田市          |      |
| 広見川                | ひろみがわ              | 3次支川 | 愛知県                              | 豊田市                         |                 |      |
| 加納川                | かのうがわ              | 2次支川 | 愛知県                              | 豊田市                         |                 |      |
| 御船川                | みふねがわ              | 1次支川 | 愛知県                              | 豊田市                         |                 |      |
| 力石川                | ちからいしがわ          | 1次支川 | 愛知県                              | 豊田市                         |                 |      |
| 飯野川                | いいのがわ              | 1次支川 | 愛知県                              | 豊田市                         |                 |      |
| 犬伏川                | いぬぶせがわ            | 1次支川 | 愛知県                              | 豊田市                         |                 |      |
| 木瀬川                | きせがわ                | 2次支川 | 愛知県                              | 豊田市                         | 12              |      |
| 大平川                | おおだいらがわ          | 2次支川 | 愛知県                              | 豊田市                         |                 |      |
| 阿摺川                | あずりがわ              | 1次支川 | 愛知県                              | 豊田市                         |                 |      |
| 李川                  | すももがわ              | 1次支川 | 愛知県                              | 豊田市                         |                 |      |
| 田代川                | たしろがわ              | 1次支川 | 愛知県                              | 豊田市                         |                 |      |
| 介木川                | けんぎがわ              | 1次支川 | 愛知県                              | 豊田市                         |                 |      |
| 阿妻川                | あづまがわ              | 1次支川 | 岐阜県 愛知県                       | 豊田市、恵那市                 |                 |      |
| 才坂川                | さいさかがわ            | 2次支川 | 岐阜県                              | 恵那市                         |                 |      |
| 土助川                | どすけがわ              | 3次支川 | 岐阜県                              | 恵那市                         |                 |      |
| 赤羽根川              | あかばねがわ            | 2次支川 | 岐阜県 愛知県                       | 豊田市、恵那市                 |                 |      |
| 秋葉洞川              | あきばぼらがわ          | 2次支川 | 岐阜県                              | 恵那市                         |                 |      |
| 丸草川                | まるくさがわ            | 2次支川 | 岐阜県 愛知県                       | 豊田市、恵那市                 |                 |      |
| 明智川                | あけちがわ              | 1次支川 | 岐阜県 愛知県                       | 恵那市、瑞浪市                 | 11.9            |      |
| 大平川                | おおだいらがわ          | 2次支川 | 岐阜県                              | 恵那市                         |                 |      |
| 高波川                | たかなみがわ            | 2次支川 | 岐阜県                              | 恵那市                         |                 |      |
| 馬木川                | ばぎがわ                | 3次支川 | 岐阜県                              | 恵那市                         |                 |      |
| 中沢川                | なかざわがわ            | 3次支川 | 岐阜県                              | 恵那市                         |                 |      |
| 小杉川                | こすぎがわ              | 3次支川 | 岐阜県                              | 恵那市                         |                 |      |
| 源内川                | げんないがわ            | 3次支川 | 岐阜県                              | 恵那市                         |                 |      |
| 吉田川                | よしだがわ              | 2次支川 | 岐阜県                              | 恵那市                         |                 |      |
| 滝坂川                | たきざかがわ            | 3次支川 | 岐阜県                              | 恵那市                         |                 |      |
| 野志川                | のしがわ                | 2次支川 | 岐阜県                              | 恵那市                         |                 |      |
| 荒井川                | あらいがわ              | 3次支川 | 岐阜県                              | 恵那市                         |                 |      |
| 段戸川                | だんどがわ              | 1次支川 | 中部地方整備局 愛知県               | 豊田市                         |                 |      |
| 小田木川              | おだきがわ              | 2次支川 | 愛知県                              | 豊田市                         |                 |      |
| 富永川                | とみなががわ            | 3次支川 | 愛知県                              | 豊田市                         |                 |      |
| 上村川                | かみむらがわ            | 1次支川 | 中部地方整備局 岐阜県 長野県        | 根羽村、平谷村、恵那市         | 25              |      |
| 木之実川              | きのみがわ              | 2次支川 | 岐阜県                              | 恵那市                         |                 |      |
| 飯田洞川              | いいだぼらがわ          | 2次支川 | 岐阜県                              | 恵那市                         |                 |      |
| 合川                  | あいかわ                | 2次支川 | 岐阜県 長野県                       | 平谷村、恵那市                 |                 |      |
| 平谷川                | ひらやがわ              | 2次支川 | 長野県                              | 平谷村                         |                 |      |
| 西川                  | にしがわ                | 3次支川 | 長野県                              | 平谷村                         |                 |      |
| 名倉川                | なぐらがわ              | 1次支川 | 中部地方整備局 愛知県               | 豊田市                         |                 |      |
| 入山川                | いりやまがわ            | 2次支川 | 愛知県                              | 豊田市                         |                 |      |
| 黒田川                | くろだがわ              | 2次支川 | 愛知県                              | 豊田市、設楽町                 |                 |      |
| 平林境川              | ひらばやしさかいがわ    | 1次支川 | 愛知県                              | 豊田市                         |                 |      |
| 野入川                | のいりがわ              | 1次支川 | 愛知県                              | 豊田市                         |                 |      |
| 小川川                | おがわがわ              | 1次支川 | 長野県                              | 根羽村                         |                 |      |
| 堂の入川 （堂之入川） | どうのいりがわ          | 2次支川 | 長野県                              | 根羽村                         |                 |      |
| 檜原川 （桧原川）     | ひばらがわ              | 1次支川 | 長野県                              | 根羽村                         |                 |      |
| 新井川                | あらいがわ              | 2次支川 | 長野県                              | 根羽村                         |                 |      |
| 大又入川              | おおまたいりがわ        | 2次支川 | 長野県                              | 根羽村                         |                 |      |
| 萸野川                | ぐみのがわ              | 1次支川 | 長野県                              | 根羽村                         |                 |      |
| 浅間川                | せんげんがわ            | 1次支川 | 長野県                              | 根羽村                         |                 |      |

それ以外の関連河川
- 毛呂川（けろがわ） - 乙川の支川。
- 大高味川（おおたかみがわ） - 乙川の支川。

## 流域の自治体
長野県
下伊那郡平谷村、根羽村
岐阜県
恵那市
愛知県
豊田市、岡崎市、安城市、西尾市、碧南市、北設楽郡設楽町、額田郡幸田町
- 河口 碧南市
- 矢作古川の分岐点付近 西尾市志貴野町
- 明治用水頭首工 豊田市
- 野見山展望台から望む矢作川と豊田市街地 豊田市
- 越戸ダム 豊田市
- 矢作第二ダム 豊田市
- 奥矢作湖 豊田市と恵那市の市境
- 矢作ダムから下流を望む
- 矢作ダム
- 豊田大橋から見下ろす矢作川上流側（豊田市白浜町）
- 茶臼山東面にある根羽川の源流部（長野県根羽村）
- 岡崎市の矢作橋。国道1号が通る。
- 河川敷の公園、美矢井橋河川緑地（岡崎市上青野町、高橋町）
- 天神橋付近の河川敷（岡崎市岩津町）

## 主な橋梁
※ 下流より記載
| 橋梁名               | よみ                   | 所在地                                    | 所在地                                    | 所在地                                                                        | 河川             | 概要                                                                                  |
| 橋梁名               | よみ                   | 左岸                                      | 右岸                                      | 座標                                                                          | 河川             | 概要                                                                                  |
| -------------------- | ---------------------- | ----------------------------------------- | ----------------------------------------- | ----------------------------------------------------------------------------- | ---------------- | ------------------------------------------------------------------------------------- |
| 矢作川大橋           | やはぎがわおおはし     | 愛知県西尾市西小梛町                      | 愛知県碧南市前浜町                        | 北緯34度51分28.18秒 東経136度59分41.34秒 / 北緯34.8578278度 東経136.9948167度 | 矢作川           | 国道247号の橋。                                                                       |
| 棚尾橋               | たなおはし             | 愛知県西尾市西小梛町                      | 愛知県碧南市中江町 愛知県碧南市舟江町     | 北緯34度51分54.48秒 東経136度59分58.51秒 / 北緯34.8651333度 東経136.9995861度 | 矢作川           | 愛知県道43号岡崎碧南線の橋。                                                          |
| 中畑橋               | なかはたはし           | 愛知県西尾市中畑町                        | 愛知県碧南市矢縄町 愛知県碧南市流作町     | 北緯34度52分22.04秒 東経137度0分29.72秒 / 北緯34.8727889度 東経137.0082556度  | 矢作川           | 愛知県道303号平坂福清水線の橋。                                                       |
| 上塚橋               | かみづかはし           | 愛知県西尾市上町                          | 愛知県碧南市鷲塚町                        | 北緯34度53分5.05秒 東経137度1分43.65秒 / 北緯34.8847361度 東経137.0287917度   | 矢作川           | 愛知県道301号西尾新川港線の橋。                                                       |
| 米津橋               | よねづはし             | 愛知県西尾市米津町                        | 愛知県西尾市米津町                        | 北緯34度53分18.66秒 東経137度3分34.09秒 / 北緯34.8885167度 東経137.0594694度  | 矢作川           | 愛知県道12号豊田一色線の橋。                                                          |
| 米津橋梁             | よねづきょうりょう     | 愛知県西尾市米津町                        | 愛知県西尾市米津町                        | 北緯34度53分19.02秒 東経137度3分38.42秒 / 北緯34.8886167度 東経137.0606722度  | 矢作川           | 名鉄西尾線の橋。                                                                      |
| 名豊矢作橋           | めいほうやはぎはし     | 愛知県西尾市志貴野町                      | 愛知県安城市藤井町                        | 北緯34度53分22.59秒 東経137度4分34.85秒 / 北緯34.8896083度 東経137.0763472度  | 矢作川           | 国道23号岡崎バイパスの橋。                                                            |
| 志貴野橋             | しきのはし             | 愛知県西尾市志貴野町                      | 愛知県安城市藤井町                        | 北緯34度53分22.41秒 東経137度4分41.72秒 / 北緯34.8895583度 東経137.0782556度  | 矢作川           | 愛知県道294号西尾小川線の橋。                                                         |
| 小川橋               | おがわはし             | 愛知県西尾市新村町                        | 愛知県安城市小川町                        | 北緯34度53分50.35秒 東経137度6分9.42秒 / 北緯34.8973194度 東経137.1026167度   | 矢作川           | 愛知県道292号幸田石井線の橋。                                                         |
| 矢作川橋梁           | やはぎがわきょうりょう | 愛知県岡崎市合歓木町                      | 愛知県安城市川島町                        | 北緯34度55分0.13秒 東経137度6分31.03秒 / 北緯34.9167028度 東経137.1086194度   | 矢作川           | 東海道新幹線の橋。                                                                    |
| 美矢井橋             | みやいはし             | 愛知県岡崎市上青野町                      | 愛知県安城市村高町 愛知県岡崎市下佐々木町 | 北緯34度55分38.91秒 東経137度7分5.29秒 / 北緯34.9274750度 東経137.1181361度   | 矢作川           | 愛知県道78号安城幸田線の橋。                                                          |
| 渡橋                 | わたりはし             | 愛知県岡崎市天白町                        | 愛知県岡崎市渡町                          | 北緯34度56分11.43秒 東経137度8分32.19秒 / 北緯34.9365083度 東経137.1422750度  | 矢作川           | 竜南メーンロード（愛知県道48号岡崎刈谷線）の橋。                                      |
| 矢作川橋梁           | やはぎがわきょうりょう | 愛知県岡崎市天白町                        | 愛知県岡崎市渡町                          | 北緯34度56分24.38秒 東経137度8分40.84秒 / 北緯34.9401056度 東経137.1446778度  | 矢作川           | JR東海道本線の橋。                                                                    |
| 矢作川橋梁           | やはぎがわきょうりょう | 愛知県岡崎市八帖南町                      | 愛知県岡崎市矢作町                        | 北緯34度57分25.12秒 東経137度8分55.77秒 / 北緯34.9569778度 東経137.1488250度  | 矢作川           | 名鉄名古屋本線の橋。                                                                  |
| 矢作橋               | やはぎはし             | 愛知県岡崎市八帖町                        | 愛知県岡崎市矢作町                        | 北緯34度57分32.46秒 東経137度9分0.77秒 / 北緯34.9590167度 東経137.1502139度   | 矢作川           | 国道1号の橋。                                                                         |
| 日名橋               | ひなはし               | 愛知県岡崎市日名西町 愛知県岡崎市日名北町 | 愛知県岡崎市舳越町                        | 北緯34度58分30.04秒 東経137度8分52.45秒 / 北緯34.9750111度 東経137.1479028度  | 矢作川           | 愛知県道56号名古屋岡崎線の橋。                                                        |
| 岡崎大橋             | おかざきおおはし       | 愛知県岡崎市大門                          | 愛知県岡崎市北野町                        | 北緯34度59分0.32秒 東経137度8分44.9秒 / 北緯34.9834222度 東経137.145806度     | 矢作川           | 愛知県道26号岡崎環状線の橋。                                                          |
| 矢作川橋梁           | やはぎがわきょうりょう | 愛知県岡崎市大門                          | 愛知県岡崎市北野町                        | 北緯34度59分27.62秒 東経137度8分47.48秒 / 北緯34.9910056度 東経137.1465222度  | 矢作川           | 愛知環状鉄道愛知環状鉄道線の橋。                                                      |
| 天神橋               | てんじんはし           | 愛知県岡崎市西蔵前町 愛知県岡崎市岩津町   | 愛知県豊田市畝部東町                      | 北緯35度0分12.8秒 東経137度9分57.68秒 / 北緯35.003556度 東経137.1660222度     | 矢作川           | 愛知県道239号岡崎豊明線の橋。                                                         |
| 矢作川橋             | やはぎがわはし         | 愛知県岡崎市仁木町                        | 愛知県豊田市配津町                        | 北緯35度0分55.76秒 東経137度9分40.11秒 / 北緯35.0154889度 東経137.1611417度   | 矢作川           | 東名高速道路の橋。                                                                    |
| 葵大橋               | あおいおおはし         | 愛知県岡崎市細川町                        | 愛知県豊田市渡刈町                        | 北緯35度1分28.26秒 東経137度9分32.98秒 / 北緯35.0245167度 東経137.1591611度   | 矢作川           | 国道248号の橋。                                                                       |
| 豊田アローズブリッジ | とよたあろーずぶりっじ | 愛知県豊田市渡合町                        | 愛知県豊田市今町                          | 北緯35度2分23.79秒 東経137度10分26.03秒 / 北緯35.0399417度 東経137.1738972度  | 矢作川           | 伊勢湾岸自動車道の橋。                                                                |
| 水源橋               | すいげんはし           | 愛知県豊田市室町                          | 愛知県豊田市水源町                        | 北緯35度2分45.63秒 東経137度10分41.39秒 / 北緯35.0460083度 東経137.1781639度  | 矢作川           | 豊田市道川向挙母1号線の橋（明治用水頭首工）。                                         |
| 山室橋               | やまむろはし           | 愛知県豊田市室町                          | 愛知県豊田市平和町                        | 北緯35度3分4.1秒 東経137度10分55.93秒 / 北緯35.051139度 東経137.1822028度     | 矢作川           | 豊田外環状線（愛知県道491号豊田環状線）の橋。                                         |
| 鵜ノ首橋             | うのくびはし           | 愛知県豊田市野見町                        | 愛知県豊田市秋葉町                        | 北緯35度4分1.54秒 東経137度10分40.25秒 / 北緯35.0670944度 東経137.1778472度   | 矢作川           | 豊田市道長興寺野見線の橋。                                                            |
| 竜宮橋               | りゅうぐうはし         | 愛知県豊田市野見町                        | 愛知県豊田市竜宮町                        | 北緯35度4分4.96秒 東経137度10分26.25秒 / 北緯35.0680444度 東経137.1739583度   | 矢作川           | 豊田内環状線（豊田市道高橋細谷線）の橋。                                              |
| 久澄橋               | きゅうちょうばし       | 愛知県豊田市森町                          | 愛知県豊田市白浜町                        | 北緯35度4分56.91秒 東経137度9分59.15秒 / 北緯35.0824750度 東経137.1664306度   | 矢作川           | 国道301号の橋。                                                                       |
| 豊田大橋             | とよたおおはし         | 愛知県豊田市千石町                        | 愛知県豊田市白浜町                        | 北緯35度5分9.42秒 東経137度10分3.32秒 / 北緯35.0859500度 東経137.1675889度    | 矢作川           | 豊田市道豊田市停車場線の橋。                                                          |
| 高橋                 | たかはし               | 愛知県豊田市寺部町                        | 愛知県豊田市中島町                        | 北緯35度5分29.9秒 東経137度10分3.46秒 / 北緯35.091639度 東経137.1676278度     | 矢作川           | 愛知県道343号則定豊田線の橋。                                                         |
| 平成記念橋           | へいせいきねんばし     | 愛知県豊田市川田町                        | 愛知県豊田市荒井町                        | 北緯35度6分5.71秒 東経137度10分36.06秒 / 北緯35.1015861度 東経137.1766833度   | 矢作川           | 豊田市道荒井高橋線の橋。                                                              |
| 平戸大橋             | ひらとおおはし         | 愛知県豊田市扶桑町                        | 愛知県豊田市平戸橋町                      | 北緯35度6分4.22秒 東経137度11分29.28秒 / 北緯35.1011722度 東経137.1914667度   | 矢作川           | 国道153号の橋。                                                                       |
| 平戸橋               | ひらとばし             | 愛知県豊田市平戸橋町                      | 愛知県豊田市平戸橋町                      | 北緯35度7分3.04秒 東経137度11分21.79秒 / 北緯35.1175111度 東経137.1893861度   | 矢作川           | 愛知県道340号細川豊田線の橋。2020年（令和2年）4月に国土交通省中部地方整備局より移管。 |
| 勘八橋               | かんぱちはし           | 愛知県豊田市勘八町                        | 愛知県豊田市御船町                        | 北緯35度7分30.76秒 東経137度12分14.82秒 / 北緯35.1252111度 東経137.2041167度  | 矢作川           | 東海環状自動車道の橋。                                                                |
| 枝下大橋             | しだれおおはし         | 愛知県豊田市石野町                        | 愛知県豊田市枝下町                        | 北緯35度8分39.48秒 東経137度12分37.01秒 / 北緯35.1443000度 東経137.2102806度  | 矢作川           | 猿投グリーンロード（愛知県道6号力石名古屋線）の橋。                                   |
| 両枝橋               | りょうしはし           | 愛知県豊田市石野町                        | 愛知県豊田市枝下町                        | 北緯35度8分50.33秒 東経137度12分45.89秒 / 北緯35.1473139度 東経137.2127472度  | 矢作川           | 豊田市道両枝橋線の橋。                                                                |
| 矢作川橋梁           | やはぎがわきょうりょう | 愛知県豊田市東広瀬町                      | 愛知県豊田市枝下町                        | 北緯35度8分59.81秒 東経137度12分45.75秒 / 北緯35.1499472度 東経137.2127083度  | 矢作川           | 旧名鉄三河線の橋。                                                                    |
| 広梅橋               | ひろうめはし           | 愛知県豊田市東広瀬町                      | 愛知県豊田市西広瀬町                      | 北緯35度9分6.73秒 東経137度13分9.47秒 / 北緯35.1518694度 東経137.2192972度    | 矢作川           | 愛知県道350号北一色東広瀬線の橋。                                                     |
| 新富国橋             | しんとみくにはし       | 愛知県豊田市国附町                        | 愛知県豊田市富田町                        | 北緯35度9分31.76秒 東経137度14分18.74秒 / 北緯35.1588222度 東経137.2385389度  | 矢作川           | 豊田市道富田国附2号線の橋。                                                           |
| 加茂橋               | かもはし               | 愛知県豊田市月原町                        | 愛知県豊田市下川口町                      | 北緯35度11分0.21秒 東経137度16分13.28秒 / 北緯35.1833917度 東経137.2703556度  | 矢作川           | 愛知県道33号瀬戸設楽線の橋。                                                          |
| 岩倉橋               | いわくらはし           | 愛知県豊田市市平町                        | 愛知県豊田市簗平町                        | 北緯35度12分16.02秒 東経137度18分49.73秒 / 北緯35.2044500度 東経137.3138139度 | 矢作川           | 豊田市道小原岩倉橋線の橋。                                                            |
| 笹戸橋               | ささどはし             | 愛知県豊田市笹戸町                        | 愛知県豊田市簗平町                        | 北緯35度12分57.54秒 東経137度19分17.42秒 / 北緯35.2159833度 東経137.3215056度 | 矢作川           | 愛知県道11号豊田明智線の橋。                                                          |
| 有平橋               | ありひらはし           | 愛知県豊田市有間町                        | 愛知県豊田市平畑町                        | 北緯35度13分31.6秒 東経137度19分52.24秒 / 北緯35.225444度 東経137.3311778度   | 矢作川           | 愛知県道355号島崎豊田線の橋。                                                         |
| 両国橋               | りょうこくはし         | 愛知県豊田市小渡町                        | 愛知県豊田市島崎町                        | 北緯35度13分51.33秒 東経137度21分37.91秒 / 北緯35.2309250度 東経137.3605306度 | 矢作川           | 豊田市道旭島崎小渡線の橋。                                                            |
| 日の出橋             | ひのではし             | 愛知県豊田市小渡町                        | 愛知県豊田市島崎町                        | 北緯35度13分56.46秒 東経137度21分42.03秒 / 北緯35.2323500度 東経137.3616750度 | 矢作川           | 愛知県道11号豊田明智線の橋。                                                          |
| 寿橋                 | ことぶきはし           | 愛知県豊田市時瀬町                        | 愛知県豊田市浅谷町                        | 北緯35度14分38.87秒 東経137度23分1.38秒 / 北緯35.2441306度 東経137.3837167度  | 矢作川           | 豊田市道旭時瀬三濃線の橋。                                                            |
| 奥矢作橋             | おくやはぎはし         | 愛知県豊田市時瀬町                        | 岐阜県恵那市大字串原字川ケ渡              | 北緯35度14分32.33秒 東経137度23分9.39秒 / 北緯35.2423139度 東経137.3859417度  | 矢作川           | 恵那市道串原40号線の橋。                                                              |
| 新閑羅瀬橋           | しんしずらせはし       | 愛知県豊田市閑羅瀬町                      | 岐阜県恵那市大字串原字閑羅瀬              | 北緯35度14分19.32秒 東経137度24分51.79秒 / 北緯35.2387000度 東経137.4143861度 | 矢作川           | 豊田市道旭閑羅瀬線の橋。                                                              |
| 相走橋               | あいばしりはし         | 愛知県豊田市牛地町                        | 岐阜県恵那市大字串原字相走                | 北緯35度14分27.17秒 東経137度27分14.87秒 / 北緯35.2408806度 東経137.4541306度 | 矢作川           | 豊田市道旭串原線の橋。                                                                |
| 大川橋               | おおかわはし           | 愛知県豊田市川手町                        | 岐阜県恵那市大字串原字森上                | 北緯35度14分52.42秒 東経137度28分19.66秒 / 北緯35.2478944度 東経137.4721278度 | 矢作川           | 豊田市道稲武大川橋線の橋。                                                            |
| 出合大橋             | であいおおはし         | 愛知県豊田市川手町 愛知県豊田市押山町     | 岐阜県恵那市大字串原字福原                | 北緯35度15分20.26秒 東経137度29分0.16秒 / 北緯35.2556278度 東経137.4833778度  | 矢作川           | 岐阜県道・愛知県道20号瑞浪大野瀬線の橋。                                              |
| 新国界橋             | しんこっかいはし       | 愛知県豊田市押山町                        | 岐阜県恵那市上矢作町大字小田子            | 北緯35度15分27.81秒 東経137度29分13.56秒 / 北緯35.2577250度 東経137.4871000度 | 矢作川           | 国道257号の橋。                                                                       |
| 国界橋               | こっかいはし           | 愛知県豊田市押山町                        | 岐阜県恵那市上矢作町大字小田子            | 北緯35度15分31.93秒 東経137度29分25.24秒 / 北緯35.2588694度 東経137.4903444度 | 矢作川           | 恵那市道上矢作町83号線の橋。                                                          |
| 河上瀬橋             | かせうせはし           | 愛知県豊田市大野瀬町                      | 岐阜県恵那市上矢作町大字小田子            | 北緯35度16分21.85秒 東経137度30分50.02秒 / 北緯35.2727361度 東経137.5138944度 | 矢作川           | 豊田市道稲武カセウセ線の橋。                                                          |
| 大野瀬橋             | おおのせはし           | 愛知県豊田市大野瀬町                      | 愛知県豊田市大野瀬町                      | 北緯35度15分31.58秒 東経137度31分46.55秒 / 北緯35.2587722度 東経137.5295972度 | 矢作川           | 愛知県道20号瑞浪大野瀬線の橋。                                                        |
| 大野瀬橋             | おおのせはし           | 愛知県豊田市大野瀬町                      | 愛知県豊田市大野瀬町                      | 北緯35度15分52.11秒 東経137度32分25.44秒 / 北緯35.2644750度 東経137.5404000度 | 矢作川           | 豊田市道上郷線の橋。                                                                  |
| 上郷大橋             | かみごうおおはし       | 愛知県豊田市大野瀬町                      | 愛知県豊田市大野瀬町                      | 北緯35度15分50.49秒 東経137度32分45.41秒 / 北緯35.2640250度 東経137.5459472度 | 矢作川           | 国道153号の橋。                                                                       |
| 月瀬大橋             | つきぜおおはし         | 長野県下伊那郡根羽村平                    | 長野県下伊那郡根羽村初入                  | 北緯35度15分36.29秒 東経137度33分55.24秒 / 北緯35.2600806度 東経137.5653444度 | 矢作川（根羽川） | 根羽村道大曽礼線の橋。                                                                |
| 宮前橋               | みやまえはし           | 長野県下伊那郡根羽村万場瀬                | 長野県下伊那郡根羽村万場瀬                | 北緯35度15分17.04秒 東経137度34分26.53秒 / 北緯35.2547333度 東経137.5740361度 | 矢作川（根羽川） | 根羽村道大曽礼線の橋。                                                                |
| 唐瀬橋               | からせはし             | 長野県下伊那郡根羽村田島                  | 長野県下伊那郡根羽村上町                  | 北緯35度15分5.16秒 東経137度35分3.8秒 / 北緯35.2514333度 東経137.584389度     | 矢作川（根羽川） | 長野県道10号設楽根羽線の橋。                                                          |
| 黒地橋               | くろじはし             | 長野県下伊那郡根羽村向黒地                | 長野県下伊那郡根羽村向黒地                | 北緯35度15分2.04秒 東経137度35分35.86秒 / 北緯35.2505667度 東経137.5932944度  | 矢作川（根羽川） | 長野県道46号阿南根羽線の橋。                                                          |
| 水神大橋             | すいじんおおはし       | 長野県下伊那郡根羽村向黒地                | 長野県下伊那郡根羽村萸野                  | 北緯35度15分9.64秒 東経137度36分7.03秒 / 北緯35.2526778度 東経137.6019528度   | 矢作川（根羽川） | 長野県道46号阿南根羽線の橋。                                                          |
| 八丁平橋             |                        | 長野県下伊那郡根羽村小戸名                | 長野県下伊那郡根羽村小戸名                | 北緯35度14分49.8秒 東経137度38分3.36秒 / 北緯35.247167度 東経137.6342667度    | 小戸名川         | 長野県道46号阿南根羽線の橋。                                                          |
| （名称不詳）         |                        | 長野県下伊那郡根羽村小戸名                | 長野県下伊那郡根羽村小戸名                | 北緯35度15分4.01秒 東経137度38分22.29秒 / 北緯35.2511139度 東経137.6395250度  | 小戸名川         | 長野県道46号阿南根羽線の橋。                                                          |

## 事件・事故
2018年9月、同年7月・8月に矢作川水系で水難事故2件で3名の死者をだしたことを受け、過去10年で事故24件で死者25人をだしている、と国土交通省中部整備局が重大な水難事故が多発していると注意喚起した。
2020年3月、水難事故の多さから、無料のバーベキュー場を閉鎖。
矢作川の水難事故の多さについて、水難学会の斎藤秀俊は｢おいでおいでする｣(「おいで、おいで」現象)と表現し、海のような砂浜があり浅瀬が続き川に入りやすいが、突然深くなり砂地で踏ん張りが効かず砂が崩れ蟻地獄のようになりパニックに陥る、と指摘している。また、循環流も岸に戻ることが困難な理由にあげている。
矢作川は山から流れ落ちる急流で、岩場があり、増水の度に川底のあちこちが掘られて急な深みが出来ることも述べている(洗掘という)。

### 水難事故例
- 2017年8月、友人と川遊びに来ていた20代の男性が溺死[16]。

- 2018年7月17日、豊田市近岡町地先の巴川で、アユ釣りに来ていた75歳男性が川に流され死亡[13]。

- 2018年8月28日、豊田市池島町地先で、12歳男児が溺れ38歳の父親が助けようとしたが、親子ともに死亡[16][13]。

- 2019年8月18日、同僚らとバーベキュー中に26歳の男性が川に入り流され、死亡[16]。

- 2019年9月7日、豊田市池島町、矢作川の中流で、小学校1年生と6年生の女児が、溺死[16]。過去に溺死者が発見された場所はだいたい同じ川底で、今回もそうであった。水難学者の斎藤秀俊は、小さな子が流され、助けようとした大きな子も流された「後追い沈水」が起きたと考えられると説明した[17]。

- 2020年8月26年、ハンマー投げと円盤投げで2017年の全国高校総体（インターハイ）で優勝経験のある男子大学生が、豊田市で溺死。水難学者の斎藤秀俊は、体脂肪率が低く溺れやすい要因があったのではないかと指摘した[15]。

- 2022年5月5日、豊田市で、バーベーキューの後、川で遊んでいた19歳の無職の男性が溺死[18]。通報から2時間半後に現場から100m下流の川底で発見された。付近には、死亡事故多発を知らせる看板もあった。

- 2024年8月21日、豊田市藤沢町の矢作川にある阿摺ダム(あずりダム)をせき止めるように浮いている遺体を、ダム管理の作業者が発見し通報した。死んでから数日経過していると見られ、年齢や体格は分からないほど損傷が進んでいた[19]。